# Phrynus panche
Espèce
Phrynus panche est une espèce d'amblypyges de la famille des Phrynidae.

## Distribution
Cette espèce est endémique du département de Cundinamarca en Colombie. Elle se rencontre vers Villeta.

## Description
Le mâle holotype mesure 16,5 mm et la femelle 18,5 mm.

## Publication originale
- Armas & Angarita Arias, 2008 : Nueva especie de Phrynus Lamarck, 1801 (Amblypygi: Phrynidae) de Colombia. Boletin de la SEA, vol. 43, p. 25-28 (texte intégral).